# Tecla Lumbreras Krauel
Tecla Lumbreras Krauel (Málaga, 15 de agosto de 1954) es una comisaria de arte y gestora cultural feminista española, que ha contribuido a lo largo de los años como mediadora a dinamizar la vida cultural de Málaga generando ideas y proyectos, dinamizando grupos y trabajando en la creación de nuevos públicos, desde el Ateneo de Málaga como miembro del consejo asesor, en la Alianza Francesa, durante diez años fue directora de la galería de arte del Colegio de Arquitectos de Málaga, además ha sido directora durante cuatro años del Área de Cultura de la Diputación Provincial de Málaga, y posteriormente desde la Universidad de Málaga ejerce de profesora de Ciencias de la Comunicación y posteriormente es vicerrectora de dicha universidad. Galardonada con el Premio MAV, que concede la asociación Mujeres en las Artes Visuales 2020.

## Biografía
Tecla Lumbreras es licenciada en Filosofía y Letras por la Universidad de Málaga. Entre 1981 y 1983 fue gestora del Taller de Grabado 7/10 y llevó a cabo la organización del Primer Encuentro de Grabadores Andaluces en la Alcazaba de Málaga. Desde 1983 hasta 1993 fue Directora de la Galería de Arte del Colegio de Arquitectos en Málaga. Además ha sido miembro del Consejo Asesor de Artes Plásticas de la Diputación Provincial de Málaga. En 1995 impartió clases en EADE de historia contemporánea y en 1996 inauguró con Inmaculada Jabato la Galería de Arte La Buena Estrella. También ha organizado varios cursos en la Universidad de Málaga y ha dado numerosas conferencias sobre Arte y Cultura.
Dentro del Área de Juventud del Ayuntamiento de Málaga, se ha encargado de realizar los planes de comunicación a través de la Facultad de Ciencias de la Comunicación.[3] Ha sido secretaría de la Mesa de Cultura del Plan Estratégico de Málaga y miembro del jurado en varios certámenes de Artes Plásticas.[4]
Además fue durante los años 1999 y 2003 Directora del Área de Cultura de la Diputación Provincial de Málaga.[5]
En 2009 fue candidata a la presidencia del Ateneo de Málaga. Según sus palabras "trabajar por la entidad con un fuerte compromiso por seguir manteniendo y potenciando los valores que le son propios al Ateneo desde su fundación; la libertad, la independencia intelectual y las señas culturales propias del progreso y la modernidad".
Actualmente es profesora del Departamento de Comunicación Audiovisual y Publicidad de la Facultad de Ciencias de la Comunicación en la Universidad de Málaga y coordina junto con algunos alumnos el espacio de arte creado en ella llamado Galería Central, además de colaborar en algunos medios de comunicación.[7]
En el año 2016 fue nombrada vicerrectora de Cultura y Deporte de la Universidad de Málaga.
En el 2020 recibió el premio MAV  a toda su trayectoria como gestora cultural y comisaria.

## Proyectos (selección)
- PIE 15-69, Galería Central. Entidad financiadora: Universidad de Málaga, Andalucía Tech Campus de Excelencia Internacional, convocatoria 2015-2017. Coordinadora: Lumbreras Krauel, Tecla.
- PIE 13-013, Galería Central. Entidad financiadora: Universidad de Málaga, Andalucía Tech Campus de Excelencia Internacional, convocatoria 2013-2015. Coordinadora: Lumbreras Krauel, Tecla. Calificación: Excelente.
- HAR2011-22541, Lecturas de la Historia del Arte Contemporáneo desde la Perspectiva de Género. Entidad financiadora: Ministerio de Ciencia e Innovación, convocatoria 2012-2014, ampliado hasta diciembre de 2015. Investigador principal: Méndez Baiges, María Teresa. Entidad de afiliación: Universidad de Málaga. Fecha de inicio: 1 de enero de 2012. Finalización: 31 de diciembre de 2015.[13]
- CEB09-0032, Proyecto Campus de Excelencia Internacional en Patrimonio Cultural y Natural (Miembro de la Red de Expertos). Entidad financiadora: Ministerio de Ciencia e Innovación, convocatoria 2010-2011. Investigadora principal: Universidad de Jaén (coord.). Miembro de la Red de Expertos.[14]

## Publicaciones
Además de ejercer como columnista durante tres años en el Diario Sur ha publicado numerosos libros y textos de catálogos.

### Libros
- Lumbreras, T., Garnelo, I. y Gabilondo, V. (Coords.) (2015). Galería Central 2010-2012. Málaga: Universidad de Málaga. D.L.: MA 1308-2015.[16][17]
- Lumbreras, T., Garnelo, I. (Coords) (2011). Galería Central 2008-2010. Málaga: Universidad de Málaga. ISBN: 987-84-694-9890-3.
- Lumbreras, T. (2011). Irina Palm. En Luque, A. y Vigar, J.A. (Coords). Mira el cine que yo veo (pp. 99-101). Málaga: Diputación Provincial de Málaga. ISBN: 978-84-7785-900-0.
- Lumbreras, T. (Coord.) (2010). En Méndez, M., Pérez de la Fuente, I. y Marín, P. El Relax Expandido. La Economía Turística en Málaga y la Costa del Sol. Málaga: Observatorio de Medio Ambiente Urbano (OMAU), Ayuntamiento de Málaga. ISBN: 978-84-92633-17-3.
- Lumbreras, T., Álvarez de Toledo, R., Díaz Pardo, J.I., Ramírez, J.A., Moreno, L., De Molina, J., Candau, M.E, Pizarro, P. y Cabrera, J.L. (2006). 1980-2005. Veinticinco Años de Cultura en el Colegio de Arquitectos de Málaga (pp. 21-106). Málaga: Colegio de Arquitectos de Málaga. ISBN: 84-87894-07-0.[18]

### Catálogos
- Lumbreras, T. (2016). Museo del Relax. Málaga-Costa del Sol (pp. 19-159). Málaga: Universidad de Málaga. ISBN 978-84-9747-472-6.
- Lumbreras, T. y Marín, P. (2015). Relax, Mon Amour, Málaga-Tánger, Diego Santos (pp. 8-11). Málaga: Observatorio de Medio Ambiente Urbano (OMAU), Ayuntamiento de Málaga y Alianza Francesa de Málaga. D.L: MA 805-2015.
- Lumbreras, T. y Garnelo, I. (2012). Rocío Verdejo. Las matemáticas de Dios no son exactas (pp. 9-12). Málaga: Ayuntamiento de Málaga. ISBN: 978-84-616-1899-6.
- Lumbreras, T. (2012). Caballero/Pedroche/Vargas-Machuca (pp. 17-123). Málaga: Ayuntamiento de Málaga. ISBN: 978-84-92633-51-7.
- Lumbreras, T. (2009). Diego Santos. Museum In The Mirror (pp. 12-149). Málaga: Ayuntamiento de Málaga. ISBN:978-84-92633-19-7.
- Lumbreras, T. (2007). Diputación de Málaga. Encuentros de Arte de Genalguacil (pp. 11-17). Málaga: Diputación de Málaga. D.L.: MA-135/2007.[19]
- Lumbreras, T. (2007). Sin género de duda. Pepa Caballero, Elena Laverón, Cristina Martín Lara, Titi Pedroche y María José Vargas Machuca (pp. 9-163). ISBN: 978-84-8266-676-I.

### Revistas
- Lumbreras, T. et al. (2011). Extraños en el paraíso. En Saval, L. y Amado, M. J. (Coords). Litoral Málaga Meeting Point, 238-260. ISSN: 0212-4378.

### Documentos científico-Técnicos
- Lumbreras, T. y Monleón, E. (2010). Plan Estratégico para la Provincia de Málaga. Dictamen sobre la Calidad de Vida en la Provincia de Málaga: situación actual y perspectiva–Sector Cultura(pp. 1-72). Málaga: Asociación para el Desarrollo y la Calidad de la provincia de Málaga (MADECA), Diputación de Málaga.
- Lumbreras, T. (2007). Plan Estratégico Costa del Sol Occidental. Línea Estratégica Cultura (pp. 129-139). Málaga: Centro de Ediciones de la Diputación de Málaga (CEDMA). D.L.: MA-1.925/2007.[7]

## Enlaces
- Entrevistas:

https://www.youtube.com/watch?v=jxf5aE-LfC8
- https://vimeo.com/40136602

https://www.youtube.com/watch?v=UxdGmgXJG6M (entrevista con Luis Ordóñez para La verdad de cada 1)
- Datos: Q58338920